# Slatina nad Zdobnicí
Slatina nad Zdobnicí település Csehországban, Rychnov nad Kněžnou-i járásban. Slatina nad Zdobnicí Pěčín, Jahodov, Rybná nad Zdobnicí, Kameničná, Helvíkovice, Záchlumí és Javornice településekkel határos. Lakosainak száma 857 fő (2024. január 1.).

## Népesség
A település lakosságának változását az alábbi diagram mutatja:
| Lakosok száma | 1248 | 1186 | 1109 | 846  | 780  | 836  | 860  | 874  | 846  | 857  |
|               | 1869 | 1900 | 1921 | 1961 | 1980 | 2011 | 2016 | 2019 | 2021 | 2024 |